# Saint-Julien-sur-Veyle
Saint-Julien-sur-Veyle település Franciaországban, Ain megyében. Lakosainak száma 853 fő (2022. január 1.). Saint-Julien-sur-Veyle Biziat, Illiat, Saint-André-d’Huiriat, Sulignat és Vonnas községekkel határos.

## Népesség
A település népessége az elmúlt években az alábbi módon változott:
| Lakosok száma | 440  | 511  | 522  | 632  | 752  | 779  | 817  | 838  | 842  | 853  |
|               | 1968 | 1982 | 1990 | 2006 | 2013 | 2015 | 2017 | 2019 | 2020 | 2022 |